# Diamond Heart
"Diamond Heart" é uma canção do DJ e produtor norueguês Alan Walker, gravada para o seu primeiro álbum de estúdio Different World. Conta com a participação da cantora sueca Sophia Somajo. O seu lançamento ocorreu a 28 de setembro de 2018, através da Mer Musikk Recordings.

## Faixas e formatos
| Descarga digital |                                                       |         |  |
| N.º              | Título                                                | Duração |  |
| 1.               | "Diamond Heart" (com a participação de Sophia Somajo) | 3:59    |  |

| Descarga digital (remisturas) |                                                                        |         |  |
| N.º                           | Título                                                                 | Duração |  |
| 1.                            | "Diamond Heart" (com a participação de Sophia Somajo) (Dzeko Remix)    | 3:06    |  |
| 2.                            | "Diamond Heart" (com a participação de Sophia Somajo) (Syn Cole Remix) | 3:14    |  |

## Desempenho comercial

### Posições nas tabelas musicais
| Tabela musical (2018)                | Melhor posição |
| ------------------------------------ | -------------- |
| Alemanha - Single-Charts             | 89             |
| Áustria - Ö3 Austria Top 40          | 56             |
| Bélgica - Ultratop Dance (Valónia)   | 50             |
| Eslováquia - Singles Digitál Top 100 | 73             |
| Finlândia - Suomen virallinen lista  | 2              |
| Hungria - Single Top 40              | 12             |
| Noruega - VG-lista                   | 1              |
| Nova Zelândia - NZ Hot Singles       | 27             |
| Chéquia - Singles Digitál Top 100    | 57             |
| Suécia - Sverigetopplistan           | 13             |
| Suíça - Schweizer Hitparade          | 12             |